# Rafał Buszek
Rafał Buszek est un joueur polonais de volley-ball né le 28 avril 1987 à Dębica (Voïvodie des Basses-Carpates). Il joue au poste de réceptionneur-attaquant. Durant la saison 2018/2019 il fait partie de l'équipe Asseco Resovia Rzeszów,.

## Palmarès

### Clubs
Championnat de Pologne:
- 2013, 2015, 2016, 2017
- 2018
- 2011

Ligue des champions:
- 2015

Coupe de Pologne:
- 2017

### Équipe nationale
Championnat du monde:
- 2014

Mémorial Hubert Jerzy Wagner:
- 2015, 2017
- 2016

Coupe du monde:
- 2015